# Piramida Czarownika

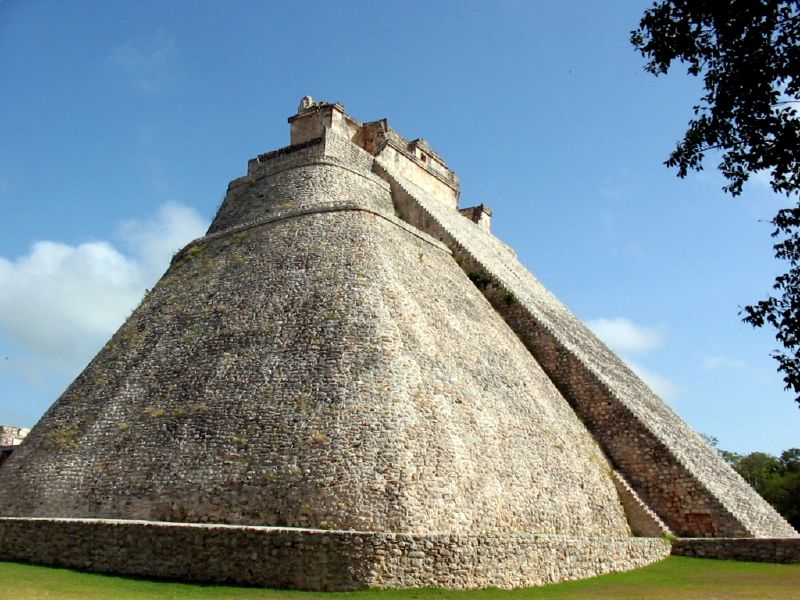
Piramida Czarownika

Piramida Czarownika (hiszp. Pirámide del adivino) – piramida schodkowa położona w starożytnym mieście Majów – Uxmal – w stanie Jukatan w Meksyku. Ze względu na swój kształt uchodzi za jedną z najbardziej nietypowych majańskich  budowli.

## Położenie
Piramida znajduje się w centrum dawnego Uxmal, które niegdyś było jednym z największych miast na półwyspie Jukatan. Zamieszkiwało je prawdopodobnie około 25 000 ludzi, a szczyt jego rozkwitu przypadł na lata 600–1000 n.e. Nazwa Uxmal w języku Majów oznacza „trzy razy”, co odnosi się do wielowarstwowej konstrukcji największych obiektów w mieście, które W 1996 roku wpisano na listę światowego dziedzictwa UNESCO uznając, że stanowi szczytowe osiągnięcie późnej sztuki i architektury Majów.

## Historia

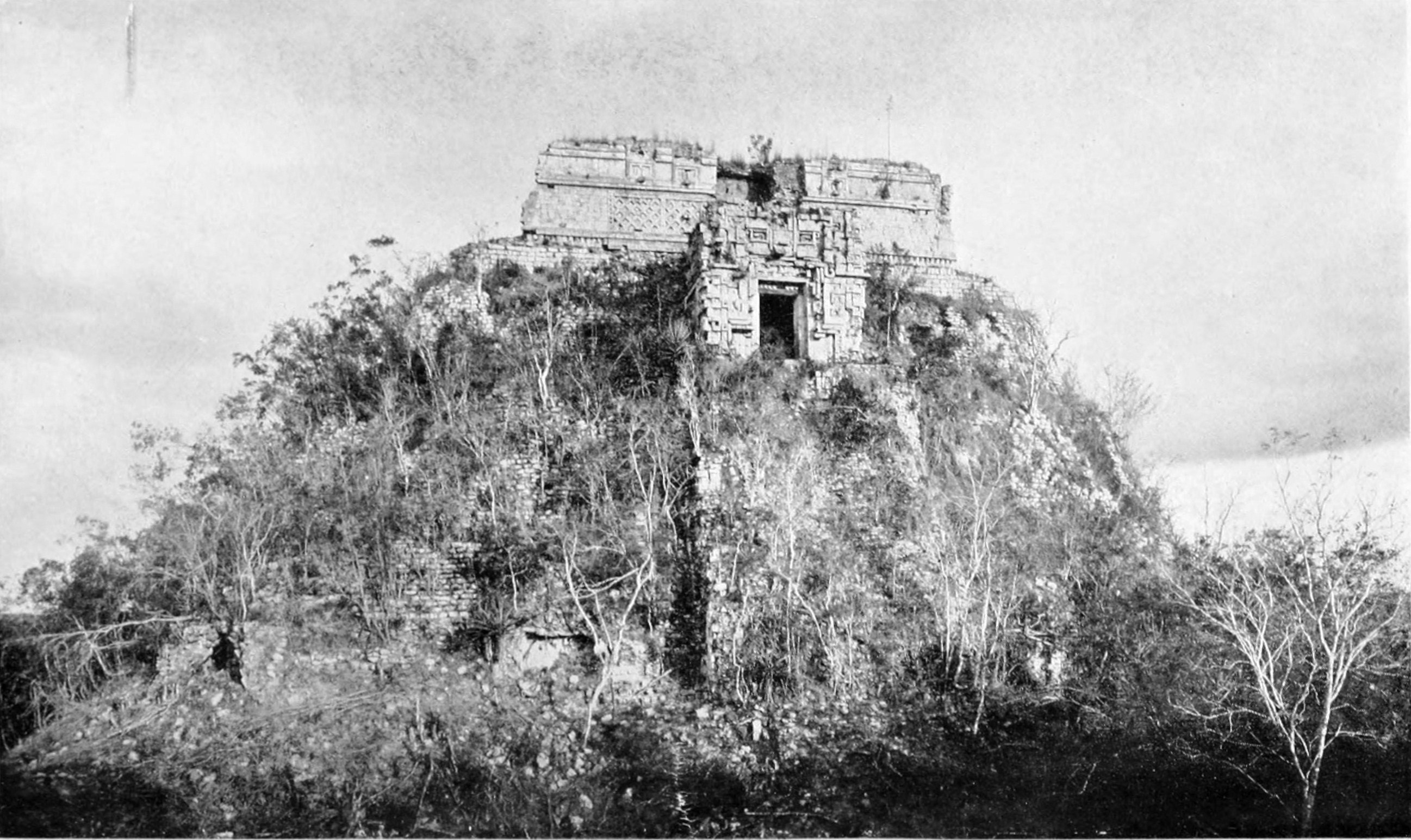
Piramida Czarownika w 1913 roku

Wznoszenie pierwszej świątyni rozpoczęło się w VI wieku. Piramida budowana była w kilku etapach; każdy nowy etap budowy nakładał się na już istniejącą konstrukcję. Proces ten trwał przez następne 400  lat. Około 1000 roku, gdy miasto zaczęło podupadać, piramida popadła w ruinę, a dzieła zniszczenia kilkaset lat później dopełnili hiszpańscy konkwistadorzy. 
W 1838 roku francuski kartograf Jean-Frédéric Waldeck sporządził pierwszy szczegółowy opis ruin. Opis zainspirował Johna Lloyda Stephensa oraz jego przyjaciela i ilustratora Fredericka Catherwooda do odbycia w latach 1839–1842 dwóch wypraw, podczas których sporządzili opisy i szkice miasta. Wyniki wyprawy zostały opublikowane w książce Stephensa pt.: Incidents of Travel in the Yucatan.
W połowie XIX wieku rozpoczęły się próby renowacji piramidy i otaczających ją ruin. Na początku lat siedemdziesiątych XX wieku konserwacją zajął się archeolog Alfredo Barrera z meksykańskiego Narodowego Instytutu Antropologii i Historii, który wraz ze współpracownikami stworzył dokumentację fotograficzna, szczegółowe opisy oraz podjął prace mające na celu wzmocnienie boków i tarasów świątyni oraz zabezpieczeniem jej struktury. W 1988 roku huragan Gilbert przechodzący przez półwysep Jukatan spowodował obszerne uszkodzenia piramidy. Oględziny wykazały pęknięcia na południowej ścianie oraz na schodach. Uszkodzeniu uległa także zachodnia ściana u podstawy piramidy. Archeolodzy i konserwatorzy po przeanalizowaniu ubytków rozpoczęli natychmiastowy proces konserwacji i stabilizacji, dzięki czemu zdołali zabezpieczyć budowlę. W 1997 roku zauważono kolejne pęknięcia, wynikiem czego wprowadzono zakaz wchodzenia na piramidę.

## Konstrukcja
Marta Foncerrada del Molina na podstawie datowania radiowęglowego ustaliła, że początek jej budowy przypada na VI wiek, a zakończenie na wiek X. Przy wznoszeniu piramidy Majowie zastosowali tradycyjną technikę nakładania na konstrukcję kolejnych warstw, stopniowo zwiększając w ten sposób jej rozmiary. Obecna piramida składa się z pięciu warstw. Fragment pierwszej i najstarszej świątyni można zauważyć podczas wchodzenia po zachodnich schodach. Drugą i trzecią widać od strony wschodnich schodów wewnątrz pomieszczenia na drugim poziomie. Czwartą świątynię wyraźnie widać od zachodniej strony, a piątą blisko szczytu od wschodu.

## Legenda

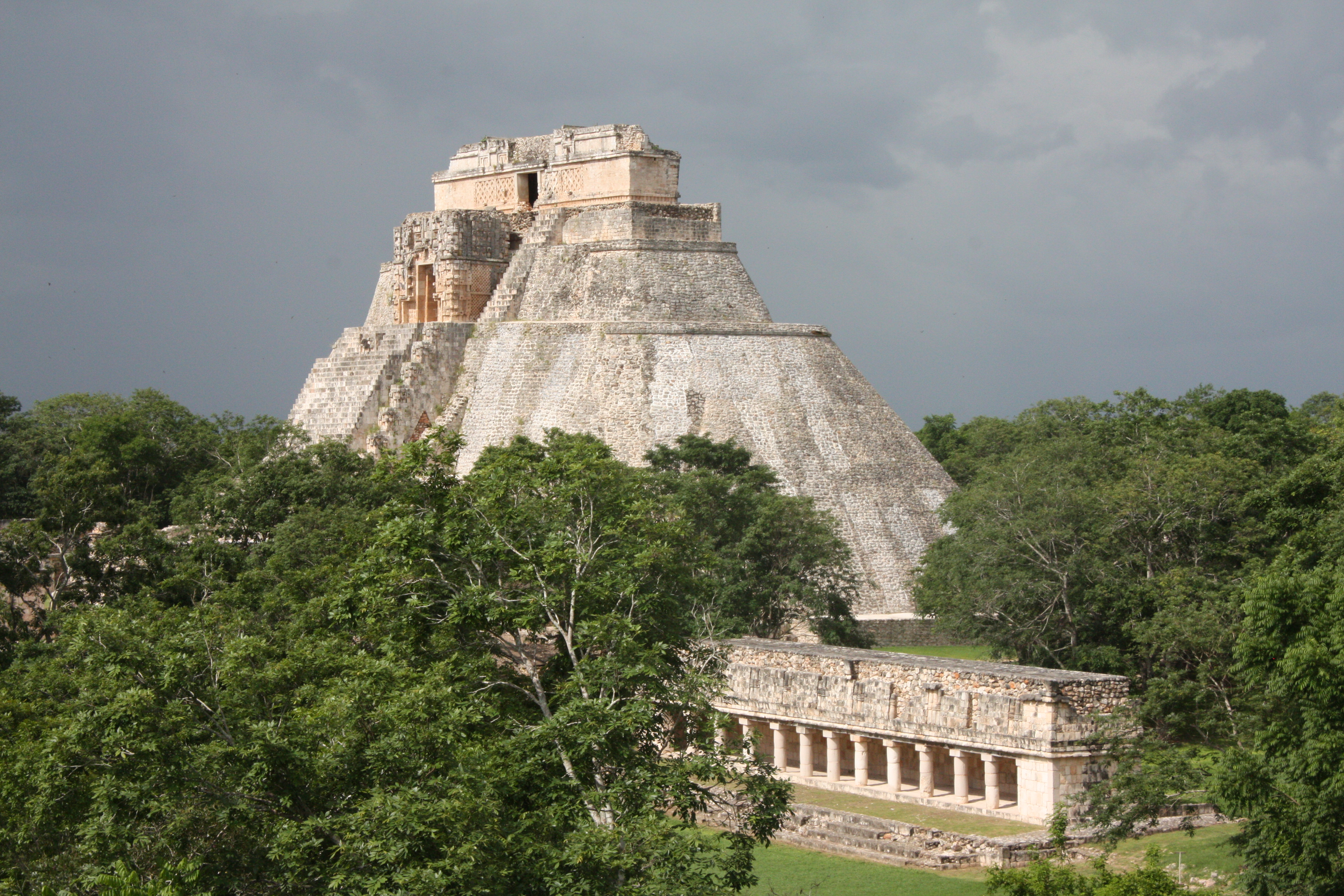
Widok od strony zachodniej

Z piramidą i jej nazwą związana jest legenda wywodząca się z miejscowych podań. Istnieje ona w kilku różnych wersjach, jednakże wiek tych opowieści jest nieznany, podobnie jak prekolumbijska nazwa samej piramidy.
Oficjalna legenda opowiedziana w 1840 roku Johnowi Lloydowi Stephensowi przez miejscowych Majów mówi, że w miejscu gdzie stoi piramida mieszkała niegdyś stara kobieta, która była czarownicą. Pewnego dnia zaczęła żałować, że nie ma dzieci, więc wzięła jajko iguany, zawinęła je w tkaninę i umieściła w kącie swojej chatki. Codziennie je doglądała, aż pewnego dnia wykluło się z niego stworzenie przypominające dziecko. Zachwycona kobieta uznała je za swojego syna, nauczyła go mówić i chodzić jak człowiek. Gdy po roku przestał rosnąć przepowiedziała mu, że pewnego dnia zostanie wielkim panem lub królem. Przekonała go również, by wyzwał na pojedynek władcę Uxmal. Ten obawiając się utraty władzy skazał go na śmierć, ale po namyśle obiecał darować mu życie, jeśli wykona trzy pozornie niemożliwe zadania. Jedno z nich polegało na zbudowaniu masywnej piramidy w ciągu jednej nocy. Karzeł wykonał zadanie, podobnie jak pozostałe i został nowym władcą Uxmal.
Nieznacznie zmienioną wersję tej historii przytoczył Hans Li w The Ancient Ones. Według niej piramidę miał zbudować potężny karłowaty czarownik, który wykluł się z jajka. Pod groźbą śmierci miał w dwa tygodnie zbudować dla króla Uxmal piramidę.
W innych zachowanych opowieściach stara kobieta jest przedstawiana jako wiedźma albo czarodziejka, a karzeł jest chłopcem, który w magiczny sposób dorasta w ciągu jednej nocy.
Jeszcze inna legenda mówi, że bóg-czarownik imieniem Itzamna pewnej nocy sam wzniósł piramidę używając swojej siły i magii.